# Екатерина Максимова
Екатерина Максимова (на руски: Екатери́на Серге́евна Макси́мова) (1939– 2009) е съветска и руска балерина от световна величина, балетмайстор и педагог.

## Биография

### Произход и образование
Родена е на 1 февруари 1939 г. в Москва в семейството на Сергей Максимов (1912 – 1961) и Татяна Максимова (1914 – 2011). Баща ѝ е инженер, а майка ѝ е журналист и редактор в издателство. Семейството има далечни музикални корени – прабабата на Екатерина е сестра на известния пианист Александър Зилоти и братовчедка на композитора Сергей Рахманинов. Нейният дядо по майчина линия, Густав Шпет, е руски философ, преводач и изкуствовед. Наследената от него семейна атмосфера запазва интереса към литературата и изкуството и Екатерина расте в средата на известни актьори, режисьори и писатели.
От ранни години проявява желание и умение да танцува, но майка ѝ се решава да я отведе в Московското хореографско училище само след като е насърчена от балетните специалисти. Екатерина постъпва в училището през 1949 г., когато вече е на 10 години. Учи при една от най-добрите балетни педагожки на 20 век, Елизавета Герд. Малката Екатерина е своенравна и непослушна ученичка, трудно се подчинява на дисциплината и не се страхува от лоши бележки. Но Гердт е любима учителка и от нея тя научава не само безупречната техника на класическия балет, но и тънкостите на танцовото пресъздаване на образите.
Възможностите и талантът на Екатерина се проявяват още през първите години на обучението. Във 2-ри клас танцува на сцената на Болшой театър със своя роля в танцовите фрагменти на детската опера „Морозко“ и това изпълнение е забелязано и оценено от критиката. В 4-ти клас има партия в балетния спектакъл „Дон Кихот“, в който ролята на Китри играе великата Мая Плисецкая. В по-горните класове специално за нея се поставят балетни миниатюри, а в 8-и клас тя вече има истинска роля – принцеса в „Лешникотрошачката“. С тази роля тя спечелва през 1957 г. първата си награда – златен медал на Всесъюзния балетен конкурс. През 1958 г. завършва училището и постъпва в трупата на Болшой театър

### Творческа кариера
Още от първия си сезон в Болшой театър изпълнява солови партии. През 1959 г. получава главната роля на Катерина в „Каменното цвете“ на Сергей Прокофиев, един новаторски балет на младия тогава балетмайстор Юрий Григорович. С тази роля Максимова участва в първото турне на Болшой театър в САЩ, където получава възторжени отзиви от американската критика. През 1960 г. става първата ученичка на легендата на руския балет Галина Уланова. С нея подготвя партията на Жизел от балета на Адолф Адам и за това изпълнение получава похвала от самия Асаф Месерер, прочутият балетмайстор и педагог на Болшой театър. По това време Максимова е най-младата изпълнителка на тази технически и актьорски сложна роля. С Уланова работи до 1980 г., но още дълго пази подареното от нея чукче за намачкване на балетните пуанти.
В началото на кариерата миниатюрната и крехката Максимова се възприема единствено в амплоато на лирическа героиня. Мнението се променя и критиката оценява комедийната съставка на нейния талант, когато през 1965 г. се появява в ролята на Китри в балета „Дон Кихот“ на Лудвиг Минкус. След партията на Маша в „Лешникотрошачката“ на Пьотър Чайковски се смята, че нейното амплоа са жизнерадостните роли. Едва след изпълнението на трагическите образи на Фригия в „Спартак“ на Арам Хачатурян (1968 г.) и Жулиета в „Ромео и Жулиета“ на Сергей Прокофиев (1973 г.) става ясно, че Максимова е също толкова успешна като драматична балерина и диапазонът на нейните актьорски възможности няма ограничения. На сцената Максимова не просто танцува своята партия, тя създава образ, използвайки при това всички средства – хореография, пластика, мимика.
Музикалната и актьорската чувствителност, виртуозната балетна техника, пластичността и завладяващата енергия на сцената са качествата на Максимова, които привличат както руски, така и чуждестранни балетмайстори. Григорович в своите балетни постановки създава хореографски партии специално за нея и тя е първата изпълнителка на неговите Маша („Лешникотрошачката“, 1966 г.), Фригия („Спартак“, 1968 г.), Аврора („Спящата красавица“, 1973 г.). Френският балетмайстор Пиер Лакот я кани да участва във възстановения старинен спектакъл „Натали или Швейцарската млекарка“. За нея е предназначена необичайната хореография на телевизионните филми-балети „Галатея“ на Фредерик Лоу и „Старото танго“ на Тимур Коган. За юбилея си през 1994 г. получава в дар от Джералд Арпино хореографската композиция „В кръга на ангели“. Нейната балетна индивидуалност е в основата на спектакли и миниатюри, поставяни за нея от Владимир Василиев.
Телевизионните балети с нейно участие печелят редица награди :
- „Анюта“ – наградата на Интервизията от Международния фестивал на телевизионни филми Златна Прага, Прага, 1982; Голямата награда в конкурса за музикални филми на Х всесъюзен фестивал на телевизионни филми, Алма-Ата, 1983; Държавната награда на РСФСР, 1984 г.
- „Галатея“ – наградата Златна Прага от Международен фестивал на телевизионни филми Златна Прага и награда на Би Би Си, Лондон, 1978 г.
- „Старото танго“ – наградата на Интервизията и наградата За най-добро изпълнение на женска роля от Международен фестивал на телевизионни филми Злата Прага, 1980 г.

Танцува с много изтъкнати балетисти, но ненадминат остава дуетът с Владимир Василиев. Заедно те получават няколко престижни награди, сред които за „Най-добър дует в света“ на Парижката танцова академия през 1972 г. Катя и Володя – така ги нарича публиката – олицетворяват пластична и духовна хармония и се превръщат в символ на Болшой театър на своето време. Успешните турнета с Болшой привличат вниманието на балетните специалисти. Прочутият балетмайстор Морис Бежар специално за тях възстановява своята версия на „Ромео и Жулиета“ по музиката на Ектор Берлиоз. Ролан Пети ги кани да участват с неговата трупа в постановката „Синият Ангел“.
През 1975 г. преживява драматично прекъсване на творческата си кариера. Тогава по време на една репетиция пада от поддръжката и силно травмира гръбначния си стълб. Травмата е толкова сериозна, че лекарите не са сигурни, че ще може да ходи. Лечението и мъчителното възстановяване траят около година и на 10 март 1976 г. Максимова отново е Жизел на сцената на Болшой. Това събитие е незабравимо за нея и близките ѝ. Нейното завръщане се възприема като чудо и от публиката, и от балетната трупа. Завършването на всяка вариация се съпровожда с дълги овации, по време на самия танц цари пронизителна тишина, а след спектакъла кордебалетът се построява зад кулисите и с аплодисменти я изпраща до артистичната стая. След тази вечер Максимова танцува още 20 години.
През 1976 г. постъпва в хореографското отделение на Руската академия за театрално изскуство. Завършва през 1980 г. със специалност балетмайстор-репетитор. От 1982 г. започва преподавателската си дейност. Работи като балетмайстор-репетитор с Кремльовския балет, а от 1997 г. и в Болшой театър.
В края на 1980-те в Болшой театър възникват дълбоки творчески противоречия между главния балетмайстор Юрий Григорович и група изтъкнати балетисти, сред които е и Максимова. Конфликът приключва с тяхното уволняване, но това не спира кариерата на Максимова – тя много пътува и участва в концертите и балетните постановки на сцените в Париж, Ню Йорк, Рим. През този период активно сътрудничи с трупата Кремльовски балет.
За последен път излиза на балетната сцена на 1 февруари 1999 г., в деня на своя 60-годишен юбилей.
Заедно с Василиев активно участва в провеждането на балетен конкурс „Арабеск“ и от 1996 до 2008 г. е председател на журито му. Десетото издание на конкурса през 2008 г. съвпада с 50-годишнината на творческия дует и се посвещава на тях. Сега конкурсът носи името на Екатерина Максимова.
Въпреки ранния и постоянния успех Максимова не се възприема като звезда – напротив, много е скромна и неуверена. Поради собствената си несигурност, че ще се справи с движението или с танца, на всяко предложение първо реагира с отказ. За това нейно качество в артистичните среди я наричат Мадам Не.
През 2003 г. издава книга със своите мемоари „Мадам Нет“ („Мадам Не“).

### Личен живот
С партньора си на сцената и бъдещия съпруг, Владимир Василиев, Екатерина Максимова се запознава още през първата година в хореографското училище. Когато се срещат, тя е на 10 години, а той на 9. Учат, репетират и танцуват заедно. Чувството възниква през юношеските години. Сключват брак на 3 юни 1961 г., сватбата празнуват на следващия ден в жилището на нейните родители. След това заминават за Париж, където представят филма „СССР с открито сърце“. Във филма те играя двама влюбени балетни артисти, а в живота това пътуване става тяхното сватбено пътешествие.
Характерите им са много различни, дори диаметрално противоположни – той е решителен и общителен, лесно се пали, а тя е спокойна, затворена, обмисля нещата бавно. В своите интервюта не скриват, че в живота им се случват и конфликти, и обиди. Но това не пречи балетният им дуетът след представлението да се превръща в семеен. През активния си период на балетни артисти те заедно са на сцената, заедно пътуват, заедно почиват. Последните години той се концентрира върху балетмайсторската си дейност, тя се занимава с педагогическата работа. Никога не се изкушават да останат в чужбина, макар че имат такава възможност. През цялото време живеят в Москва, а за почивките предпочитат тишината на руската природа. Много искат да имат деца и тежко преживяват, че мечтата им не може да се сбъдне.
От мига на срещата им в детството до края на техния съвместен живот изминават 60 години.

### Смърт
На 28 април 2009 г., около 12 часа, Екатерина Максимова трябва да присъства в Болшой театър на репетиция на „Лебедово езеро“. Но тя не идва. Умира през нощта от сърдечна недостатъчност. Намира я възрастната ѝ майка, когато сутринта влиза в стаята ѝ. Владимир Василиев по това време е в Неапол, където поставя спектакъл. Остават само 2 години до златната им сватба. Погребват я на 30 април 2009 г. на Новодевическото гробище, в Москва.

### Памет
- За 75-годишния юбилей на Екатерина Максимова в Театралния музей в Москва се организира изложба, посветена на нейния живот и творчество.[8]
- През 2014 г. се издава посветена на Е. Максимова книга „Екатерина Максимова. Энциклопедия творческой личности“. Книгата е написана в енциклопедичен стил, с богат снимков материал и съдържа статии за хора, с които е работила великата балерина. Съставена е от психолога, журналист и фотограф Елена Фетисова, която дълги години работи с Болшой театър.[9]
- В Челябинск се провеждат балетни фестивали „В честь Екатерины Максимовой“.[10][11]

## Репертоар

### Болшой театър[3]
- „Жизел“ на Адолф Адам – Па дьо дьо (1958), Жизел (1960)
- „Лебедово езеро“ на Пьотър Чайковски – Танц на малките лебеди (1958), Одета-Одилия (1968)
- „Каменното цвете“ на Сергей Прокофиев ― Катерина (1959)
- „Медният конник“ на Райнхолд Глиер ― Коломбина (1960)
- „Бахчисарайски фонтан“ на Борис Асафиев – Танц с камбанките (1960), Мария (1962)
- „Коньок-горбунок“ на Родион Шчедрин ― Водяница (1960)
- „Пътеката на гръмотевиците“ на Кара Карайев – Лизи (1960)
- „Шопениана“ по музиката на Фредерик Шопен – Силфида (1959 – 1960)
- „Горска песен“ на Михаил Скорулски – Мавка (1961)
- „Пламъците на Париж“ на Борис Асафиев – Жана (1961)
- „Лешникотрошачката“ на Пьотър Чайковски ― Маша (1962, 1966)
- „Паганини“ на Сергей Рахманинов ― Муза (1962)
- „Спартак“ на Арам Хачатурян ― Нимфа (1962), Фригия (1968)
- „Валпургиева нощ“ на Шарл Гуно (из операта „Фауст“) ― Вакханка (1962)
- „Спящата красавица“ на Пьотър Чайковски – Принцеса Флорина (1963), Аврора (1964)
- „Пепеляшка“ на Сергей Прокофиев ― Пепеляшка (1964)
- „Петрушка“ на Игор Стравински – Балерина (1964)
- „Дон Кихот“ Лудвиг Минкус – Китри (1965)
- „Икар“ на Сергей Слонимски ― Девойка (1971), Еола (1976)
- „Ромео и Жулиета“ на Сергей Прокофиев ― Жулиета (1973)
- „Чаровните звуци…“ по музиката на Арканджело Корели, Джузепе Торели, Волфганг Амадеус Моцарт, Жан-Филип Рамо, ― Солистка (1978)
- „Ромео и Юлия“ на Хектор Берлиоз ― Юлия (1979)
- „Хусарската балада“ на Тихон Хренников – Шура Азарова (1980)
- „Анюта“ по музиката на Валери Гаврилин ― Анна (1986)

### Други театри[3]
- „Натали или Швейцарската млекарка“ на Адалберт Гировец и Микеле Карафа ди Колобрано ― Натали, 1980, Московски класически балет
- „Ромео и Жулиета“ на Сергей Прокофиев ― Жулиета, 1981, Московски класически балет
- „Онегин“ на Пьотър Чайковски ― Татяна, 1989, Английски национален балет
- „Пепеляшка“ на Сергей Прокофиев ― Пепеляшка, 1991, Кремльовски балет
- „Сътворение на света“ на Андрей Петров ― Ева, 1994, Московски класически балет

### Филмография[3]
Записи на балетни спектакли
- 1970 – „Спартак“ – Фригия
- 1974 – „Ромео и Жулиета“ – Жулиета
- 1978 – „Лешникотрошачката“ – Маша
- 1979 – „Каменното цвете“ – Катерина
- 1980 – „Натали или Швейцарската млекарка“ – Натали
- 1994 – „Пепеляшка“ – Пепеляшка

Филми-балети
- 1960 – „Кристалната обувка“ – Феята на пролетта (реж. В. Захаров, А. Роу)
- 1961 – „СССР с открито сърце“ – Катя (филм-концерт, реж. В. Катанян, Л. Кристи)
- 1982 – „Сътворението на света“ – Ева (реж. Н. Касаткина, В. Васильов)
- 1983 – „Травиата“ – Испанска танцьорка (реж. Ф. Дзефирели)
- 1985 – „Фрагменти от една биография“ – Солистка по музика на аржентински композитори, хореография В. Василиев

Оригинални телевизионни балети
- 1970 – „Трапеция“ – Момичето (реж. Ф. Слидовкер, В. Смирнов-Голованов)
- 1977 – „Галатея“ – Елиза Дулитъл  (реж. А. А. Белинский)
- 1979 – „Старото танго“ – Петер (реж. А. А. Белинский)
- 1982 – „Анюта“ – Анюта (реж. А. А. Белинский)
- 1987 – „Чаплиниана“ – Примадона (реж. А. А. Белинский)

Игрални филми
- 1980 – „Жиголо и Жиголета“ – Стела (реж. А. А. Белинский)
- 1986 – „Фуете“ – Елена Князева (реж. Б. В. Ермолаев, В. В. Васильев)
- 1994 – „Класната дама“ – Наталия Давидовна (реж. А. А. Белинский)

Документално кино
- 1973 – „Дуетът“ (посветен на творчеството на Е. Максимова и В. Василиев)
- 1989 – „Катя и Володя“ (реж. Д. Делюш, Франция, посветен на творчеството на Е. Максимова и В. Василиев)
- 1990 – „И осталось, как всегда, недосказанное что-то…“ (посветен на творчеството на Е. Максимова и В. Василиев)
- 1998 – „Катя“ (реж. Н. С. Тихонов)
- 2004 – „Когато танцът става живот“ (реж. Н. С. Тихонов)
- 2008 – „Фуете – колкото живот“ (посветен на творчеството на Е. Максимова)

### Моноспектакли на драматична сцена[3]
- 1990 – „Песен на песните“
- 1994 – „Художникът чете Библия“

## Звания и награди
- Всесоюзен балетен конкурс, Москва, 1957, златен медал
- VII Световен фестивал на младежта и студенти, Виена, 1959, 1-ва награда и златен медал
- Международен балетен конкурс, Варна, 1964, 1-ва награда
- Заслужила артистка на РСФСР, 1964)
- Народна артистка на РСФСР, 1969
- Награда на името на Анна Павлова, Парижка танцова академия, 1969
- Орден на Червено знаме на труда, (1971)
- Награда на името на Мариус Петипа, съвместно с Владимир Василиев за „Най-добър дует на света“, Парижка танцова академия 1972, Париж
- Награда на Ленинския комсомол, 1972
- Народна артистка на СССР, 1973
- Орден Ленин, 1976
- Държавна награда на СССР, 1981
- Орден Дружба на народите, 1981
- Държавна награда на РСФСР, 1984
- Награда на Академия Симба, Италия, 1984
- Награда Заедно за мир, 1989, Италия
- Награда на името Джино Тани, съвместно с Владимир Василиев за „Най-добър дует“, 1989, Италия)
- Действителен член на Международноа академия на творчество, 1989
- Награда на ЮНЕСКО и медал на името на Пабло Пикасо, 1990
- Награда на името на Сергей Дягилев, 1990
- Театрална награда „Кристална Турандот“, съвместно с Владимир Василиев, 1991
- Държавна награда на РСФСР, 1991) [12]
- Орден Дружба на народите, 1994
- Действителен член на Академия на руското изкуство, 1995
- Почетен професор на МГУ, 1995
- Орден За заслуги пред Отечеството, III степен, 1999
- Орден Риу-Бранку, (2004, Бразилия)
- Награда „Душа на танца“ на списание „Балет“.
- Орден За заслуги пред Отечеството IV степен, 2008
- Член на Руския център на Международния танцов совет към ЮНЕСКО.